# Боровець (курорт)
Бо́ровець, також відомий як Чамкорія до середини XX століття, популярний болгарський гірськолижний курорт, який знаходиться в передмісті Софії, на північних схилах гори Рила, на висоті 1350 м. Боровець знаходиться в 10 км від Самокова, 73 км від Софії і 125 км від Пловдива.
Сьогодні курорт є сучасним центром зимового спорту, центром з багатьма розкішними готелями і різноманітними курсами з навчання їзди на гірських лижах і сноуборді. Тут двічі проводився Альпійський міжнародний гірськолижний кубок. Місто може прийняти до 10 тисяч туристів.

## Опис
Боровець — це старовинний курорт Болгарії. Загальна протяжність трас — 50 кілометрів. Максимальний перепад висот — 1209 метрів. Найдовша траса (Musala Pathway) простягається на довжину близько 12-ти км. Боровець поділений на три зони: Мартинови бараки-Ситняково, Ястребець і Маркуджик. В містечку Боровець розташовані два лижних трампліни: 50 і 75 метрів.

## Історія
Боровець був заснований в 1896 році. Містечко засновувалось, як місце відпочинку болгарських царів і знаті. Тут полював цар Борис III, а пізніше і кайзер Вільгельм.
В 1993 році в Боровці пройшов Чемпіонат світу з біатлону.

## Сезон
Лижники приїжджають в Боровец в листопаді. В грудні на місцевих схилах лежить 1,5-метровий сніг. Температура в ці місяці складає — 6° С. Сезон закривається в квітні.

## Пам'ятки
З Боровця організовуються екскурсії в Бистрицю, Ситняково і Саргьол. Це колишні мисливські резиденції болгарських царів.